# Self Made Vol. 1
Self Made Vol. 1 – kompilacja wytwórni Maybach Music Group. Album zawiera nagrania takich artystów jak: Wale, Meek Mill, Teedra Moses, Pill, Stalley, Torch oraz Gunplay. Gościnnie w projekcie udział wzięli Currensy, Jadakiss, Jeremih, J. Cole, CyHi the Prynce i French Montana.
Pierwotnie album miał ukazać się 24 maja 2011 roku, ale premierę przesunięto o dzień wcześniej. Kompilacja zadebiutowała na 5. miejscu listy sprzedaży Billboard 200, sprzedając się w ilości 53 133 egzemplarzy; oraz na szczycie notowań Rap Albums i Top R&B/Hip-Hop Albums. Do listopada 2011 r. sprzedano ponad 183 000 sztuk w Stanach Zjednoczonych.

## Lista utworów
Źródło.
| Nr  | Tytuł utworu         | Wykonawca                                                     | Muzyka                  | Długość |
| --- | -------------------- | ------------------------------------------------------------- | ----------------------- | ------- |
| 1.  | „Self Made”          | Wale, Meek Mill, Pill, Rick Ross & Teedra Moses               | Just Blaze              | 5:03    |
| 2.  | „Tupac Back”         | Meek Mill (gości. Rick Ross)                                  | Mike WiLL Made It, Marz | 3:57    |
| 3.  | „600 Benz”           | Wale (gości. Rick Ross & Jadakiss)                            | Cardiak                 | 5:08    |
| 4.  | „Pacman”             | Pill (gości. Rick Ross)                                       | Young Shun              | 4:18    |
| 5.  | „By Any Means”       | Wale, Meek Mill, Pill & Rick Ross                             | Lil' Lody               | 4:23    |
| 6.  | „Fitted Cap”         | Wale, Meek Mill & Rick Ross (gości. J. Cole)                  | Beat Billionaire        | 4:32    |
| 7.  | „Rise”               | Pill, Wale & Teedra Moses (gości. Currensy & Cyhi the Prynce) | Cardiak                 | 5:25    |
| 8.  | „That Way”           | Wale (gości. Jeremih & Rick Ross)                             | Lex Luger               | 4:29    |
| 9.  | „Ima Boss”           | Meek Mill (gości. Rick Ross)                                  | Jahlil Beats            | 4:11    |
| 10. | „Don't Let Me Go”    | Pill (gości. Gunplay)                                         | Lee Major               | 4:04    |
| 11. | „Pandemonium”        | Meek Mill (gości. Wale & Rick Ross)                           | Lee Major               | 6:00    |
| 12. | „Play Your Part”     | Wale (gości. Meek Mill, Rick Ross & D.A.)                     | Lee Major               | 4:58    |
| 13. | „Ridin' On Dat Pole” | Pill                                                          | Raz                     | 3:19    |
| 14. | „Big Bank”           | Meek Mill, Pill, Torch & Rick Ross (gości. French Montana)    | Young Shun              | 4:45    |
| 15. | „Running Rebels”     | Wale (gości. Meek Mill, Stalley & Teedra Moses)               | Tone P                  | 4:55    |
|     |                      |                                                               |                         | 1:09:27 |